# ベイブルース
ベイブルースは、かつて吉本興業で活動していた日本のお笑いコンビ。1988年結成。1994年10月31日、メンバーの逝去に伴い事実上の活動停止となり、2001年11月1日をもって正式に解散した。

## メンバー
- 河本 栄得（かわもと えいとく、1968年11月1日 - 1994年10月31日（25歳没））
  - ボケ・ネタ作り担当、立ち位置は向かって左。
  - 大阪府大阪市港区出身。
  - 漫才に厳しく、コンピュータのように漫才の細かい部分まで研究しながらネタ作りをしていた。
  - 兄貴肌で、自分のボケに対して期待通りの返しをしなかったと高山を怒鳴りつけたことがある。その間、高山は何も言わず俯いていた。
  - 後藤秀樹（元シェイクダウン）のツッコミを高く評価したり、竹若元博（バッファロー吾郎）を「西のマチャアキ」と称したりなど他の芸人への観察を払っていた。
  - 1994年10月31日、劇症肝炎による脳出血のため逝去。10月中旬に体調不良で入院して半月後のことで26才の誕生日を翌日に控えての逝去だった。

- 高山 知浩（たかやま ともひろ、1968年7月10日 -（57歳））
  - ツッコミ担当、立ち位置は向かって右。
  - 大阪府大阪市浪速区日本橋生まれ、大東市育ち。
  - 遅刻が原因でなんばグランド花月フレッシュコーナーのデビューが1か月遅れてしまったため、河本はそれをしばらくネタにしていた。
  - 現在は「高山トモヒロ」の芸名で、和泉修（元圭・修）と共にコンビ『ケツカッチン』として活動している。

## 略歴
NSC大阪校7期出身。共に、大阪市立桜宮高等学校（現・大阪府立桜宮高等学校）の同級生で硬式野球部出身。野球部の同級生に矢野燿大がいる。同期には雨上がり決死隊（解散）、矢部美幸(矢部浩之（ナインティナイン）の兄)などがいる。当時はずば抜けた実力を持ちながら、河本の突然の逝去によって解散を余儀なくされた（2001年正式に解散）伝説のお笑いコンビと言われている。
1988年5月、河本が高校卒業後スイミングスクールに就職していた高山を誘う形でNSC在学中に『河本・高山』を結成。NSC7期卒業間近の1989年2月18日には、「昭和63年度 第19回NHK上方漫才コンテスト」（河本・高山名義）への本選出場を果たす。1989年4月、NSC卒業に合わせ『ベイブルース』に改名。コンビ名の由来は野球選手のベーブ・ルースからだが、本人たちが照れから「上田正樹の『悲しい色やね』の歌詞・大阪ベイ（湾）ブルースから取った」ということにしていたため、本来の由来とは表記が異なっている。
デビュー後、上方お笑い大賞など数々の新人賞を獲得。また、CDをリリースして歌手デビューをするなど活動は順調であった（CDが発売されたのは河本の死後）。
だがコンビとしての更なる活動が期待された矢先、河本が劇症肝炎のため急逝。高山はピン芸人としての活動を余儀なくされる。その間は「ベイブルース高山」（番組によってはベイブルース高山知浩の表記も）と名乗っていた。これは「ベイブルースの存在を忘れてほしくなかった」「自分が河本の分まで頑張っていきたい」という思いからであった。
その後、高山は和泉の誘いで、2001年9月18日にコンビ『ケツカッチン』を結成。同年11月1日に関西地区で放送された番組内で、「ベイブルースは本日を以って解散します」とファンに向けて発表した。コンビ結成から12年目のことだった。

## 評価
どちらも芸人としての意識が非常に高い（プロデューサー談）。後輩からは恐れられる部分もあったものの、人柄の良さもあり慕われていた。
芸風は主に漫才で漫才のクオリティは当時の若手でも群を抜いており、NSCの同期である宮迫博之（元雨上がり決死隊）は「同期にベイブルースっていう物凄い漫才のうまいコンビがおったから、これは勝てないと思って俺らはコント主体でいくことにした」と語っている。また、コントも行うことがあった。

## 解散後の活動
2001年のケツカッチン結成後は常にベイブルースとして活動することはないが、現在でも不定期でイベントを開催しては復活するなど、活動は続いている。
このイベントには、高山・河本両名と交流のある種浦マサオや清水キョウイチ郎が出席。なお清水はイベント4日後の2006年11月4日に肺血栓により逝去、これが最期の仕事となった。
2009年10月31日、高山は「ベイブルース 25歳と364日」を出版。同年11月29日には没後15年ということで同期や後輩を集めたイベント「25歳と364日 〜ベイブルースよ、伝説に〜」を開催、ベイブルースとして最後のコントを披露した。
またこの本は、2011年11月3日に京橋花月にて後輩の黒田有（メッセンジャー）による演出で「『RUN』〜ベイブルース 25歳と364日〜」として芝居化。3年後の2014年10月31日には高山が自ら監督を務め映画化され、河本の誕生日となる翌日の11月1日に舞台挨拶が行われた。
2014年8月の『水野真紀の魔法のレストランR』（毎日放送）にて、2人を可愛がっていたシルクと高山、後輩の兵動大樹（矢野・兵動）による3人で河本が頻繁に通っていた店を3軒回りながら、高山が河本とのエピソードを回想した。
2022年5月30日、『お笑い実力刃presents 証言者バラエティ アンタウォッチマン!』（テレビ朝日）にてベイブルースの特集が組まれた。元相方である高山、千原ジュニア（千原兄弟）、蛍原徹、FUJIWARA、桂三度らによって当時の河本に纏わる貴重なエピソードや漫才の映像が披露された。

## 受賞歴
- 1989年 - 第10回 今宮子供えびすマンザイ新人コンクール 福笑い大賞
- 1989年 - 第4回 NHK新人演芸コンクール 優秀賞
- 1990年 - 第25回 上方漫才大賞 新人奨励賞
- 1990年 - 第11回 ABCお笑い新人グランプリ 最優秀新人賞
- 1990年 - 第20回 NHK上方漫才コンテスト 優秀賞
- 1991年 - 第20回 上方お笑い大賞 銀賞
- 1995年 - 第30回 上方漫才大賞 審査員特別賞

## 出演
ケツカッチン結成以降の高山の出演状況については、高山トモヒロの項目を参照のこと。

### ライブ・イベント
- 新・頭一抜群（1994年12月25日・26日）
- キンバラジロー（不定期開催）- ベイブルース高山名義で出演。現在は終了。
- 高山トモヒロ & 種浦マサオの親友きどり #1 - #2（不定期開催）

### テレビ番組
- 電動くるくる大作戦（1992年 - 1993年、読売テレビ）
- ハイヒールのどんなんかな予備校（朝日放送）
- 興味のルツボ 〜ウィークエンドDADADA〜（1994年 - 1998年、CBCテレビ）- 河本急逝後は高山1人で引き続き出演。河本急逝の週には、冒頭で追悼コーナーが設けられた。
- 屋台の目ぇ（1994年、毎日放送）- 月曜担当。
- 笑いの剣（1994年、朝日放送）
- ビデリンが行く! （1995年 - 1996年、毎日放送）- ベイブルース高山名義で司会を担当。
- スカートの森（テレビ大阪）
- お笑い青田ガリッ! （関西テレビ）

### ラジオ番組
- ヤンタンあそびのWA! （1994年 - 1995年、MBSラジオ）- 月曜担当。
- メディアキング電波ファイター（1994年、CBCラジオ）- 金曜担当。

### 映画・ドラマ
- ファンキー・モンキー ティーチャーシリーズ（1991年 - 1994年）- 苗字が同じ学生役で出演。
- 難波金融伝・ミナミの帝王劇場版partII「銭の三 銀次郎VS整理屋」（1993年）-　河本が漫才師役でギャンブルに溺れ、逃げまどう役を好演。
- 二人が喋ってる。（1995年）- 若手芸人役で高山が出演。

### CM
- ネスカフェ（1992年、ネスレ日本）

## ディスコグラフィ
- 夫婦きどり（1994年11月18日、フォーライフミュージックエンタテイメント）- 現在は廃盤。
- OSAKA （2001年12月19日、フォーライフミュージックエンタテイメント）- 全14曲収録、上記「夫婦きどり」を9曲目に収録。

## 関連書籍
- 2丁目ワチャチャBOOK ぼくらがヨシモトの新兵器だ!! （1993年10月10日、編集 - マンスリーよしもと、出版 - データハウス、ISBN 978-4-88718-177-9）- 2人の特技が書かれている。
- 華 メディア・エンターテインメントの世界（2003年8月20日、著者 - 影山貴彦、出版 - 世界思想社、ISBN 978-4-7907-1005-9）- 第三章に彼らのことが書かれている。
- ベイブルース 25歳と364日（2009年10月31日、著者 - 高山トモヒロ、出版社 - ワニブックス、ISBN 978-4-8470-1882-4）